# 八戶城
八戶城（はちのへじょう）是日本古陸奥国三戶郡、現在的青森縣八戶市之城郭。江戶時代是八戶藩的藩廳所在。明治维新后，新政府下令拆除旧藩的所有防御工事。